# Kerry King
Kerry Ray King (Los Angeles, Kalifornija, SAD, 3. lipnja 1964.) američki je gitarist, najpoznatiji kao jedan od osnivača thrash metal sastava Slayer.

## Životopis
Rođen je u Los Angelesu u Kaliforniji. Otac mu je bio zrakoplovni inspektor, a majka zaposlenica u telefonskoj kompaniji. Kao adolescent preselio se u Burlington, Ontario kako bi pohađao prestižnu srednju školu Nelson High School, gdje je i diplomirao. Ženio se dva puta te ima jednu kćer. 
Najvažniji sastavi koji su utjecali na njega su Judas Priest, Venom, Iron Maiden, Motörhead, Deep Purple i Black Sabbath.
Godine 1981., nakon audicije za sastav, Jeff Hanneman prišao je Kingu te su zajedno počeli svirati pjesme Iron Maidena i Judas Priesta. Nakon sviranja Hanneman je predložio kako bi mogli osnovati vlastiti sastav, što je King prihvatio. King je cijelu svoju karijeru proveo u Slayeru, ali se pojavio i kao gostujući izvođač na albumima drugih grupa.